# Системный монитор
Системный монитор — это программное обеспечение или оборудование, предназначенное для наблюдения и управления состоянием системы, будь то компьютерная система, сервер, сеть или другое электронное устройство. Системные мониторы предоставляют пользователю информацию о состоянии системы в реальном времени, включая использование ресурсов, производительность, состояние оборудования и программного обеспечения, а также другие важные параметры. 

## Функциональные возможности

### Наблюдение за использованием ресурсов
Системные мониторы отслеживают использование основных системных ресурсов, таких как:
- Процессор (CPU): Загрузка процессора, использование ядра, частота.
- Память (RAM): Использование оперативной памяти, свободная память, использование кэша.
- Диск (HDD/SSD): Загрузка дисков, чтение и запись данных, состояние дисков.
- Сеть: Скорость передачи данных, объем переданных и полученных данных, активные сетевые подключения.

### Наблюдение за состоянием системы
- Температура: Температура процессора, видеокарты, материнской платы и других компонентов.
- Вентиляторы: Скорость вращения вентиляторов системы охлаждения.
- Питание: Напряжение и потребляемая мощность.

## Системные мониторы в операционных системах
В операционные системы обычно уже встроены системные мониторы, но они обычно не показывают подробной информации. Существуют встроенные мониторы, такие как:
- Диспетчер задач (Windows) — встроенный инструмент в операционных системах Windows для наблюдения за процессами, использованием ресурсов и производительностью системы.[1]
- Activity Monitor — аналогичный инструмент в macOS.
- System Monitor — утилита в различных дистрибутивах Linux, таких как GNOME System Monitor, KDE System Guard и другие.